# Tarpea

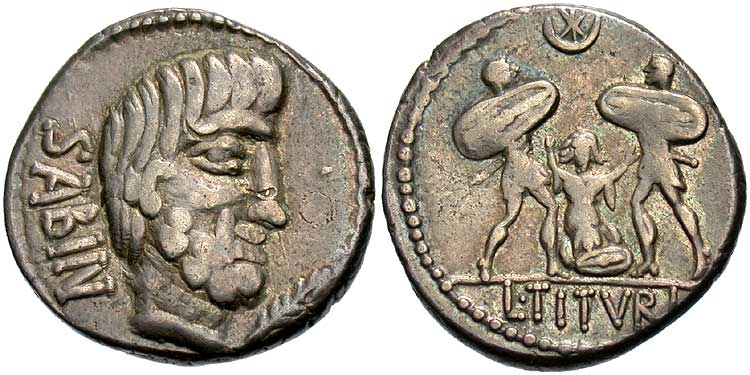
Il supplizio di Tarpea in un denario (coniazione repubblicana dell'89 a.C.).

Tarpea (in latino Tarpeia) era una vergine vestale, figlia del comandante della cittadella romana, Spurio Tarpeio, che ai tempi di Romolo fu corrotta con dell'oro dal re sabino Tito Tazio e permise che molti soldati nemici entrassero nella cittadella fortificata con l'inganno.

## La leggenda
Tito Livio racconta:
(Livio, Ab Urbe condita libri, I, 11. Versione Guido Reverdito.)

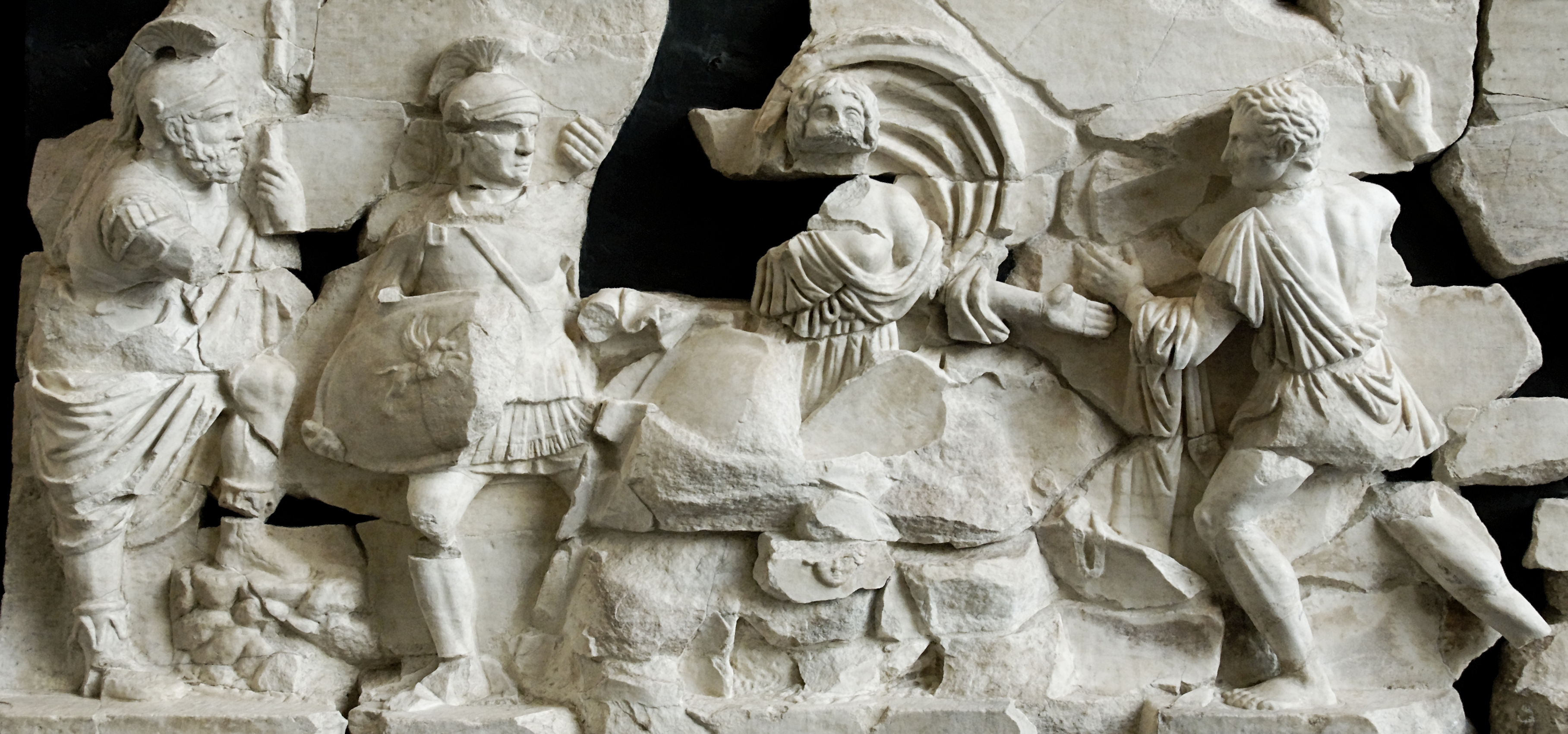
Soldati lanciano i loro scudi su Tarpea (frammento dal fregio della Basilica Emilia (I secolo d.C.).

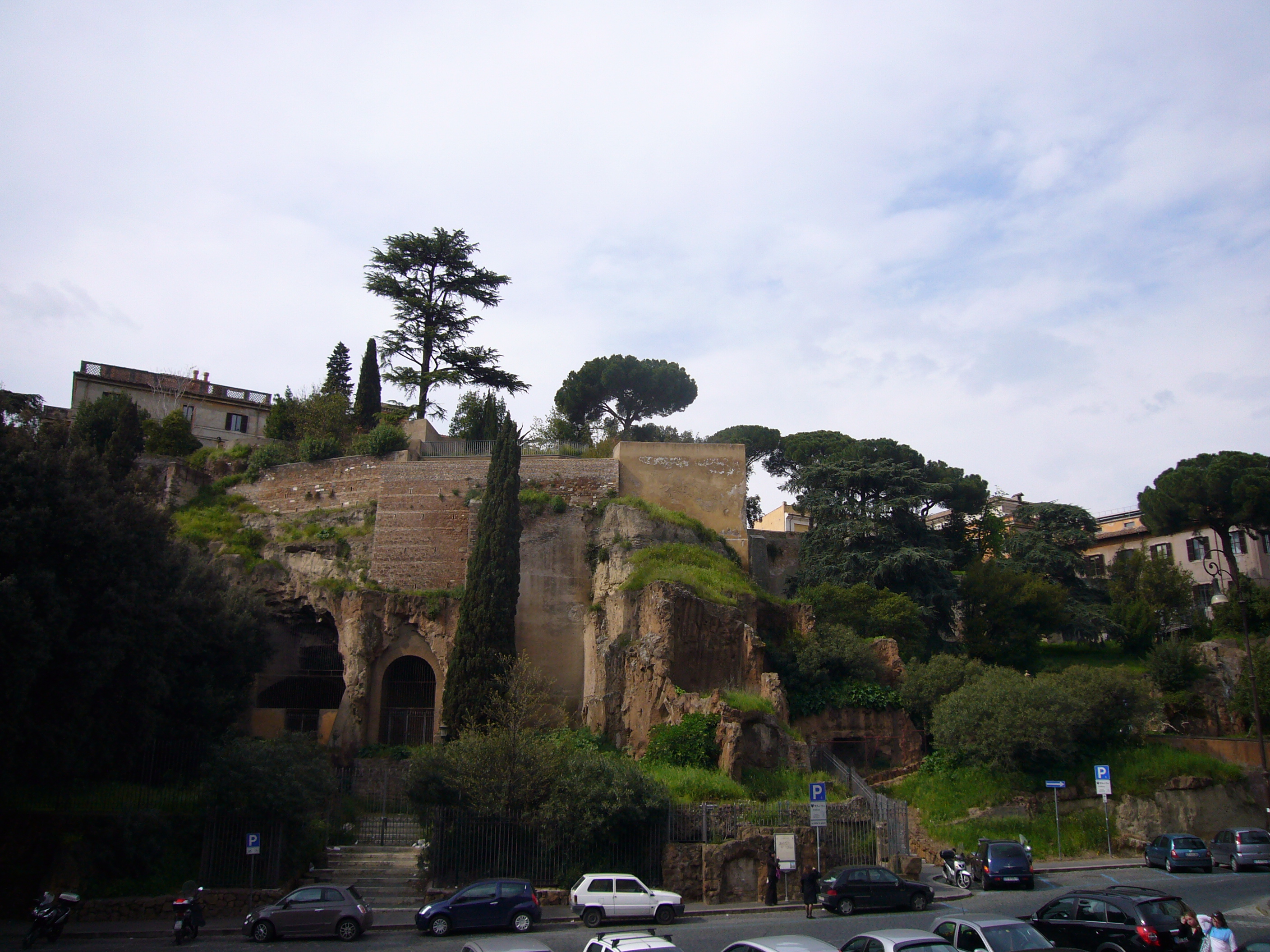
La rupe Tarpea, come appare oggi.

La ragazza per il desiderio di possedere le armille d'oro che portavano i sabini al braccio sinistro, avrebbe così aperto, la notte seguente, la porta della città ai nemici comandati da Tito Tazio, i quali, appena entrati, le gettarono, primo fra tutti il loro comandante, non solo i monili d'oro ma anche i loro pesanti scudi, uccidendola per il peso ed il numero degli oggetti che l'avevano ricoperta. Lo stesso Tarpeio, il padre di Tarpea, fu accusato di tradimento e condannato.
Plutarco racconta di altre due versioni della storia di questo personaggio mitologico femminile: 
1. la prima sosteneva (secondo la versione di un certo Antigono, forse Antigono di Caristo) che fosse figlia dello stesso Tito Tazio, il comandante dei Sabini, che fu costretta a vivere con Romolo ed ebbe questa sorte per volontà del padre;[7]
2. la seconda raccontava la versione di un certo Similo, alquanto inverosimile per lo stesso Plutarco, secondo il quale Tarpea avrebbe consegnato la rocca capitolina ai Celti Boii, non ai Sabini, poiché si era innamorata del loro re.[8]

Si racconta, infine, il fatto che Tarpea fosse stata seppellita proprio nei pressi di una rupe posta sul Campidoglio, che dalla stessa ne prese il nome: rupes Tarpeia o saxum Tarpeium o Tarpeius mons (Rupe Tarpea), almeno fino a quando Tarquinio Prisco o Tarquinio il Superbo non fecero trasferire i resti della fanciulla e dedicarono il luogo a Giove. Ancora al tempo di Plutarco esisteva una rupes Tarpeia sul Campidoglio, dalla quale erano gettati i traditori della patria.